# Ludomir Cieśliński
Ludomir Cieśliński (ur. 30 czerwca 1878 w Płocku lub Piotrkowie Trybunalskim, zm. 12 lub 13 grudnia 1914 w okolicach Uppony lub Ökörmeza) – działacz socjalistyczny i niepodległościowy, żołnierz 2 pułku piechoty Legionów, kawaler Orderu Virtuti Militari.

## Życiorys
Urodził się 30 czerwca 1878 r. w Płocku lub Piotrkowie jako syn Stanisława i Bronisławy. Studiował chemię na Politechnice Drezdeńskiej, gdzie uzyskał dyplom inżyniera chemika. W pierwszych latach XX w. pracował kolejno w kopalni galmanu w Bolesławcu, jako zawiadowca w walcowni blachy cynkowej „Emma” w Sosnowcu, w zakładach górniczych w Sierszy. Od 1905 r. należał do „Sokoła”. Przed wybuchem wojny sprawował funkcję naczelnika „Sokoła” w Sosnowcu.
Po wybuchu wojny na czele swojej drużyny 7 Polowej Drużyny zorganizowanej w Sierszy udał się do Krakowa. Został przydzielony do 2 pułku piechoty, gdzie 28 września mianowany na porucznika objął dowództwo 8 kompanii. Razem z 2 pułkiem 30 września wyruszył na front karpacki. Zginął 12 lub 13 grudnia 1914 roku w czasie nocnej wyprawy II i III baonu dowodzonej przez pułkownika Zielińśkiego na wzgórza Fenyres i Vizköz na południe od Uppony lub w okolicach Ökörmeza.

## Ordery i odznaczenia
- Krzyż Srebrny Orderu Wojskowego Virtuti Militari nr 7029 – pośmiertnie, 17 maja 1922[5][6]
- Krzyż Niepodległości – pośmiertnie